# Никола Ђорђевић (архитекта)
Никола Ђорђевић био је српски архитекта са почетка 19. века. Његов рад је карактеристичан за архитектонску традицију овог периода, између традиционалних и западних утицаја архитектуре.

## Рад
Његова два најпознатија остварења су Конак кнеза Милоша у Топчидеру, саграђен између 1831. и 1833. године и Топчидерска црква Светих апостола Петра и Павла, изграђена између 1832. и 1834. године, у којој су мешани традиционални утицаји, западна класицистичка архитектура. Ова два дела су редом сврстана на листу од изузетног значаја и на листу од великог значаја у Србији. Оба објекта настала су у сарадњи са архитектом Јањом Михаиловићем.